# Tornei di tennis maschili nel 1916
Prima della nascita della cosiddetta "Era Open" del tennis, ossia l'apertura ai tennisti professionisti degli eventi più importanti, tutti i tornei erano riservati ad atleti dilettanti. Nel 1916 tutti i tornei erano amatoriali, tra questi c'erano i tornei del Grande Slam. A causa della prima guerra mondiale la maggior parte dei tornei furono cancellati, gli altri si disputarono lontano dagli scenari bellici: tra questi c'era lo U.S. National Championships unico torneo dello Slam disputato durante la guerra.

## Calendario

### Gennaio
| Settimana | Torneo                                                                           | Vincitore              | Finalista    | Semifinalisti | Eliminati ai quarti |
| --------- | -------------------------------------------------------------------------------- | ---------------------- | ------------ | ------------- | ------------------- |
| 6 gennaio | Casino Heights Invitational 1926 New York, USA Parquet indoor Singolare - Doppio | Josiah O. Low 6-2, 6-2 | B.D. Roberts |               |                     |
| 6 gennaio | Casino Heights Invitational 1926 New York, USA Parquet indoor Singolare - Doppio |                        |              |               |                     |

### Febbraio
| Settimana   | Torneo                                                                  | Vincitore                                                 | Finalista                   | Semifinalisti | Eliminati ai quarti |
| ----------- | ----------------------------------------------------------------------- | --------------------------------------------------------- | --------------------------- | ------------- | ------------------- |
| 22 febbraio | US Indoors 1916 New York, USA Parquet indoor Singolare - Doppio         | Robert Lindley Murray 6-2 6-2 9-7                         | Alrich H. Man               |               |                     |
| 22 febbraio | US Indoors 1916 New York, USA Parquet indoor Singolare - Doppio         | William Rosenbaum Arthur M. Lovibond 3-6 1-6 6-4 8-6 10-8 | King Smith Arthur S. Cragin |               |                     |
| 26 febbraio | Washington's Birthday Tournament 1916 Pinehurst, USA Singolare - Doppio | Anderson McLeod 6-2 8-6 8-6                               | H.J. Ellsworth              |               |                     |
| 26 febbraio | Washington's Birthday Tournament 1916 Pinehurst, USA Singolare - Doppio |                                                           |                             |               |                     |

### Marzo
| Settimana | Torneo                                                                                   | Vincitore                           | Finalista     | Semifinalisti | Eliminati ai quarti |
| --------- | ---------------------------------------------------------------------------------------- | ----------------------------------- | ------------- | ------------- | ------------------- |
| 25 marzo  | Longwood Covered Court Championships 1916 Buffalo, USA Parquet indoor Singolare - Doppio | Richard Norris Williams 6-4 6-4 7-5 | Irving Wright |               |                     |
| 25 marzo  | Longwood Covered Court Championships 1916 Buffalo, USA Parquet indoor Singolare - Doppio |                                     |               |               |                     |

### Aprile
| Settimana | Torneo                                                            | Vincitore                               | Finalista            | Semifinalisti | Eliminati ai quarti |
| --------- | ----------------------------------------------------------------- | --------------------------------------- | -------------------- | ------------- | ------------------- |
| 29 aprile | Tasmanian Championships 1916 Hobart, Australia Singolare - Doppio | Horace Michael Rice 6-4 2-6 6-3 3-6 6-3 | James Leslie McGough |               |                     |
| 29 aprile | Tasmanian Championships 1916 Hobart, Australia Singolare - Doppio |                                         |                      |               |                     |

### Maggio
Nessun evento

### Giugno
| Settimana | Torneo                                                                         | Vincitore                                                | Finalista                       | Semifinalisti | Eliminati ai quarti |
| --------- | ------------------------------------------------------------------------------ | -------------------------------------------------------- | ------------------------------- | ------------- | ------------------- |
| 13 giugno | New England Championships 1916 New Haven, USA Singolare - Doppio               | R.S. Stoddart 5-7 6-3 3-6 6-3 6-0                        | Jerry Weber                     |               |                     |
| 13 giugno | New England Championships 1916 New Haven, USA Singolare - Doppio               | W. L. Ferris F. H. Harris 6-4 6-4                        | Amos Wilder Peter Ball          |               |                     |
| 19 giugno | Middle States Championships 1916 Mountain Station, USA Erba Singolare - Doppio | Theodore Roosevelt Pell 6-2 6-4 7-5                      | Karl H. Behr                    |               |                     |
| 19 giugno | Middle States Championships 1916 Mountain Station, USA Erba Singolare - Doppio | Theodore Roosevelt Pell Karl H. Behr 6-4 3-6 2-6 9-7 6-1 | Dean Mathey Harold Throckmorton |               |                     |
| 25 giugno | Pacific Coast Championships 1916 Monterey, USA Cemento Singolare - Doppio      | Bill Johnston 9-7 6-4 5-7 9-7                            | Clarence Griffin                |               |                     |
| 25 giugno | Pacific Coast Championships 1916 Monterey, USA Cemento Singolare - Doppio      | Bill Johnston Clarence Griffin 6-2 6-2 8-6               | J. C. Rohlfs F. A. Parton       |               |                     |

### Luglio
| Settimana | Torneo                                                                                 | Vincitore                                              | Finalista                            | Semifinalisti | Eliminati ai quarti |
| --------- | -------------------------------------------------------------------------------------- | ------------------------------------------------------ | ------------------------------------ | ------------- | ------------------- |
| luglio    | Northwestern Championships 1916 Deephaven, USA Singolare - Doppio                      | Heath Byford 6-3 6-3 6-2                               | Seiforde Stellwapen                  |               |                     |
| luglio    | Northwestern Championships 1916 Deephaven, USA Singolare - Doppio                      | Seiforde Stellwapen Trafford Jayne 2-6 6-1 0-6 6-4 6-2 | Ward Burton John W. Adams            |               |                     |
| 2 luglio  | U.S. Men's Clay Court Championships 1916 Cleveland, USA Terra rossa Singolare - Doppio | Willis E. Davis 6-2 7-5 6-3                            | Conrad Bartling Doyle                |               |                     |
| 2 luglio  | U.S. Men's Clay Court Championships 1916 Cleveland, USA Terra rossa Singolare - Doppio | Willis E. Davis H. Van Dyke Johns 3-6 6-0 6-1 6-2      | C. B. Doyle L. W. Knox               |               |                     |
| 3 luglio  | Southern Championships 1916 Memphis, USA Singolare - Doppio                            | Douglas S. Watters 6-2 10-8 5-7 6-2                    | Carleton Y. Smith                    |               |                     |
| 3 luglio  | Southern Championships 1916 Memphis, USA Singolare - Doppio                            | Nat Emerson Lew Hardy 1-6 6-4 9-7 1-6 6-4              | Douglas S. Watters James Henry Bruns |               |                     |
| 8 luglio  | Metropolitan Championships 1916 New York, USA Terra rossa Singolare - Doppio           | George Church 6-3 6-4 9-7                              | Dean Mathey                          |               |                     |
| 8 luglio  | Metropolitan Championships 1916 New York, USA Terra rossa Singolare - Doppio           | George Church Dean Mathey 6-1 6-3                      | Harnold H. Hachett Walter M. Hall    |               |                     |

### Agosto
| Settimana | Torneo                                                                            | Vincitore                                                  | Finalista                                       | Semifinalisti | Eliminati ai quarti |
| --------- | --------------------------------------------------------------------------------- | ---------------------------------------------------------- | ----------------------------------------------- | ------------- | ------------------- |
| 1º agosto | Longwood Bowl 1916 Boston, USA Erba Singolare - Doppio                            | Bill Johnston 6-0 6-3 2-6 6-2                              | Joseph Armstrong                                |               |                     |
| 1º agosto | Longwood Bowl 1916 Boston, USA Erba Singolare - Doppio                            | George Church Willis E. Davis 4-6 6-2 6-8 6-3 6-4          | Theodore Roosevelt Pell Richard Norris Williams |               |                     |
| 12 agosto | Southern California Championships 1916 Long Beach, USA Cemento Singolare - Doppio | Willie H. Mace                                             | Simpson Sinsabaugh                              |               |                     |
| 12 agosto | Southern California Championships 1916 Long Beach, USA Cemento Singolare - Doppio |                                                            |                                                 |               |                     |
| 12 agosto | Seabright Invitational 1916 Seabright, USA Erba Singolare - Doppio                | Richard Norris Williams 5-7 6-3 6-3 4-6 6-2                | George Church                                   |               |                     |
| 12 agosto | Seabright Invitational 1916 Seabright, USA Erba Singolare - Doppio                | Richard Norris Williams Clarence Griffin 8-10 6-3 11-9 6-4 | Fred B. Alexander Karl H. Behr                  |               |                     |
| 12 agosto | Western Championships 1916 Lake Forest, USA Singolare - Doppio                    | George Church 6-4 6-0 6-1                                  | Heath Kyford                                    |               |                     |
| 12 agosto | Western Championships 1916 Lake Forest, USA Singolare - Doppio                    | Walter Hayes Ralph Burdick 6-3 6-0 6-0                     | James Weber Jerry Weber                         |               |                     |
| 19 agosto | Newport Casino Trophy 1916 Newport, USA Erba Singolare - Doppio                   | Ichiya Kumagae 6-1 9-7 5-7 2-6 9-7                         | Bill Johnston                                   |               |                     |
| 19 agosto | Newport Casino Trophy 1916 Newport, USA Erba Singolare - Doppio                   | Joseph J.Armstrong W.F. Johnson 4-6 6-2 6-1 3-6 9-7        | Bill Johnston Clarence Griffin                  |               |                     |

### Settembre
| Settimana    | Torneo                                                                        | Vincitore                                              | Finalista                      | Semifinalisti | Eliminati ai quarti |
| ------------ | ----------------------------------------------------------------------------- | ------------------------------------------------------ | ------------------------------ | ------------- | ------------------- |
| settembre    | Intermountain Championships 1916 Salt Lake City, USA Singolare - Doppio       | Theodeore Parker 6-4 6-2 6-3                           | E.M. Garnett                   |               |                     |
| settembre    | Intermountain Championships 1916 Salt Lake City, USA Singolare - Doppio       | Neal George Badger 6-0 6-3 7-5                         | Oliver Roberts                 |               |                     |
| 5 settembre  | U.S. National Championships 1916 New York, USA Singolare - Doppio             | Richard Norris Williams 4-6 6-4 0-6 6-2 6-4            | Bill Johnston                  |               |                     |
| 5 settembre  | U.S. National Championships 1916 New York, USA Singolare - Doppio             | Bill Johnston Clarence Griffin 6-4, 6-3, 5-7, 6-3      | Maurice McLoughlin Ward Dawson |               |                     |
| 16 settembre | Tri-State Championships 1916 Cincinnati, USA Terra rossa Singolare - Doppio   | Bill Johnston 6-3 6-2 5-7 6-0                          | Willis Davis                   |               |                     |
| 16 settembre | Tri-State Championships 1916 Cincinnati, USA Terra rossa Singolare - Doppio   | Bill Johnston Clarence Griffin 8-6, 5-7, 6-2, 5-7, 8-6 | Willis Davis Dean Mathey       |               |                     |
| 22 settembre | National Collegiate Championships 1916 Haverford, USA Erba Singolare - Doppio | George C. Caner 6-3 6-1 5-7 6-2                        | J.S. Pfaffman                  |               |                     |
| 22 settembre | National Collegiate Championships 1916 Haverford, USA Erba Singolare - Doppio | George C. Caner Richard Harte 6-3 6-1 6-2              | W. P. Whitehouse J.S. Pfaffman |               |                     |

### Ottobre
Nessun evento

### Novembre
Nessun evento

### Dicembre
Nessun evento

## Senza data
| Settimana | Torneo                                                                | Vincitore             | Finalista                 | Semifinalisti | Eliminati ai quarti |
| --------- | --------------------------------------------------------------------- | --------------------- | ------------------------- | ------------- | ------------------- |
|           | Spanish National Championships 1916 Madrid, Spagna Singolare - Doppio | Manuel Comte de Gomar | non conosciuta (bandiera) |               |                     |
|           | Spanish National Championships 1916 Madrid, Spagna Singolare - Doppio |                       |                           |               |                     |